# James H. Newman
James Hansen Newman, född 16 oktober 1956, är en amerikansk astronaut uttagen i astronautgrupp 13 den 17 januari 1990.

## Rymdfärder
- STS-51
- STS-69
- STS-88
- STS-109